# KV54
A tumba KV54 (acrônimo de "King's Valley #54"), no Vale dos Reis em Egito, foi inicialmente escavada por Edward R. Ayrton em nome do advogado americano Theodore M. Davis, que fundou o trabalho.

## História
Esta não é uma tumba, mas sim um pequeno buraco localizado perto da tumba de Seti I e continha uma dúzia de grandes jarros de armazenamento selados.  Os jarros continham vários equipamentos e objetos que foram cuidadosamente embalados. Continha cerâmicas, pratos, sacos de natrão, ossos de animais, colar de flores e linho com textos datados dos anos finais do então pouco conhecido Tutancâmon.
Em 1909 Theodore Davis doou fundos que permitiu que ele levasse para fora do Egito os conteúdos de seis jarros, que eram de pouco valor intrínsico para o Metropolitan Museum of Art (New York) onde estão atualmente. Davis declarou à imprensa que ele havia encontrado a tumba de Tutancâmon em um livro chamado As Tumbas de Horemebe e Tutancâmon (Tombs of Harmhabi and Touatankhamanou) em 1932.
Reconhecendo que KV54 não era a tumba de Tutancâmon e que era um sinal da existência da tumba a ser descoberta, o arqueólogo Howard Carter, que eventualmente descobriu a tumba de Tutancâmon, correspondeu-se com o diretor de egiptologia do Metropolitan Museu, Hebert Winlock, sobre este tema em 1915
Em 1923, Winlock, que tinha encontrado conteúdo similar da KV54 em outras escavações no Vale dos Reis, identificou a KV54 como uma câmara de embalsamamento, ao invés de uma tumba, representando material de refugo da mumificação do faraó. A comida e outros itens relativos vieram provavelmente do banquete funerário realizado em homenagem ao faraó.
Quando a tumba de Tutancâmon foi descoberta em 1922, itens similares foram encontrados no corredor de acesso e pensa-se que após uma primeira tentativa de roubo o material de embalsamamento foi movido para uma câmara que é a KV54 e o corredor foi enchido com escombros rochosos a fim de impedir um novo assalto, o que deve ter funcionado visto que a tumba chegou até a sua descoberta com todos os seus itens intactos.

## Imagens

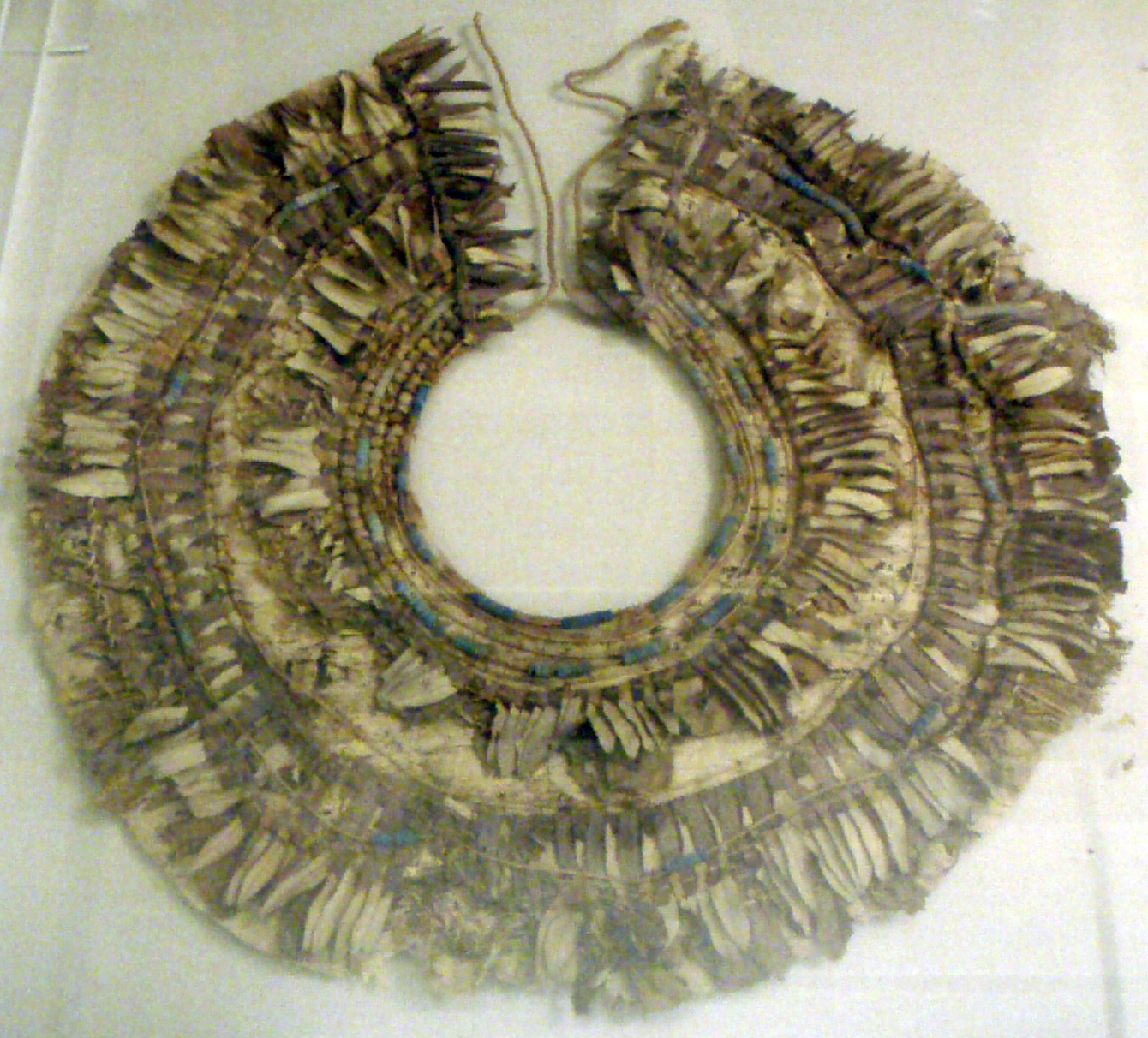
Colar de flores da KV54, agora no Metropolitan Museum of Art em Nova Iorque.
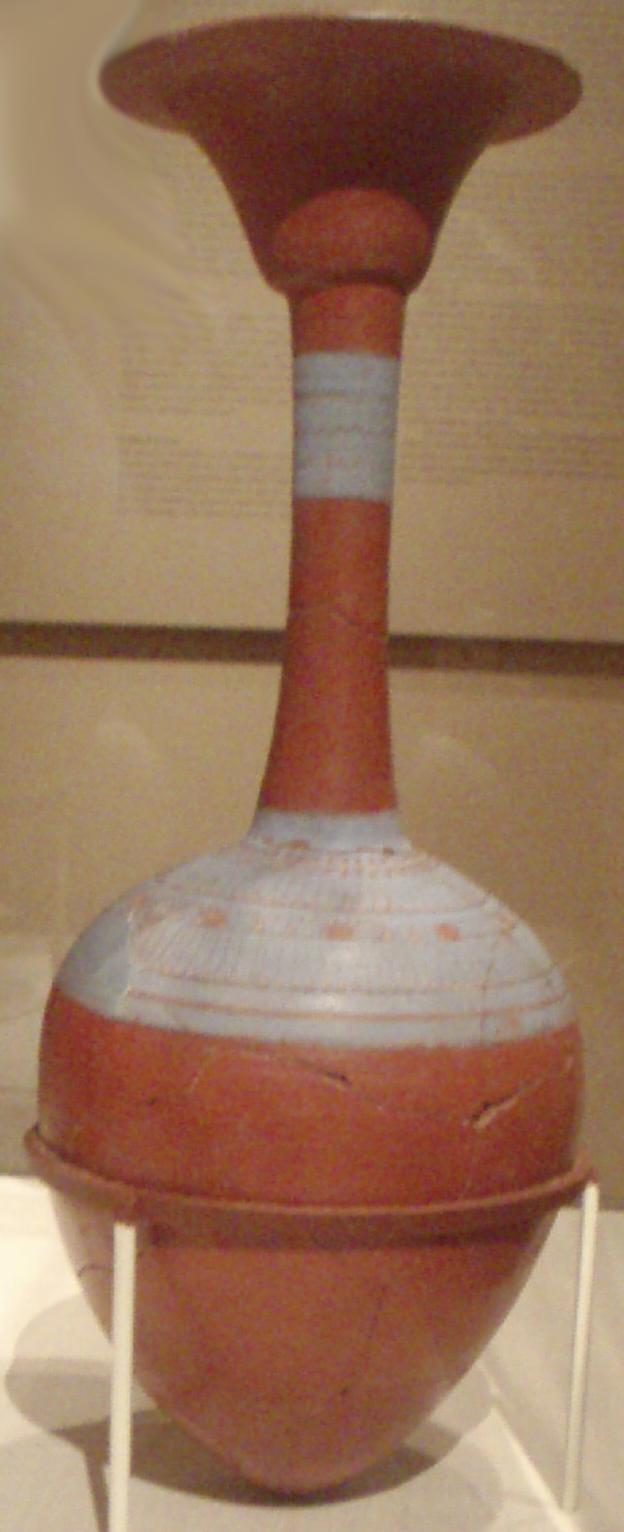
Vaso de pescoço longo desenhos decorativos florais, no Metropolitan Museum.
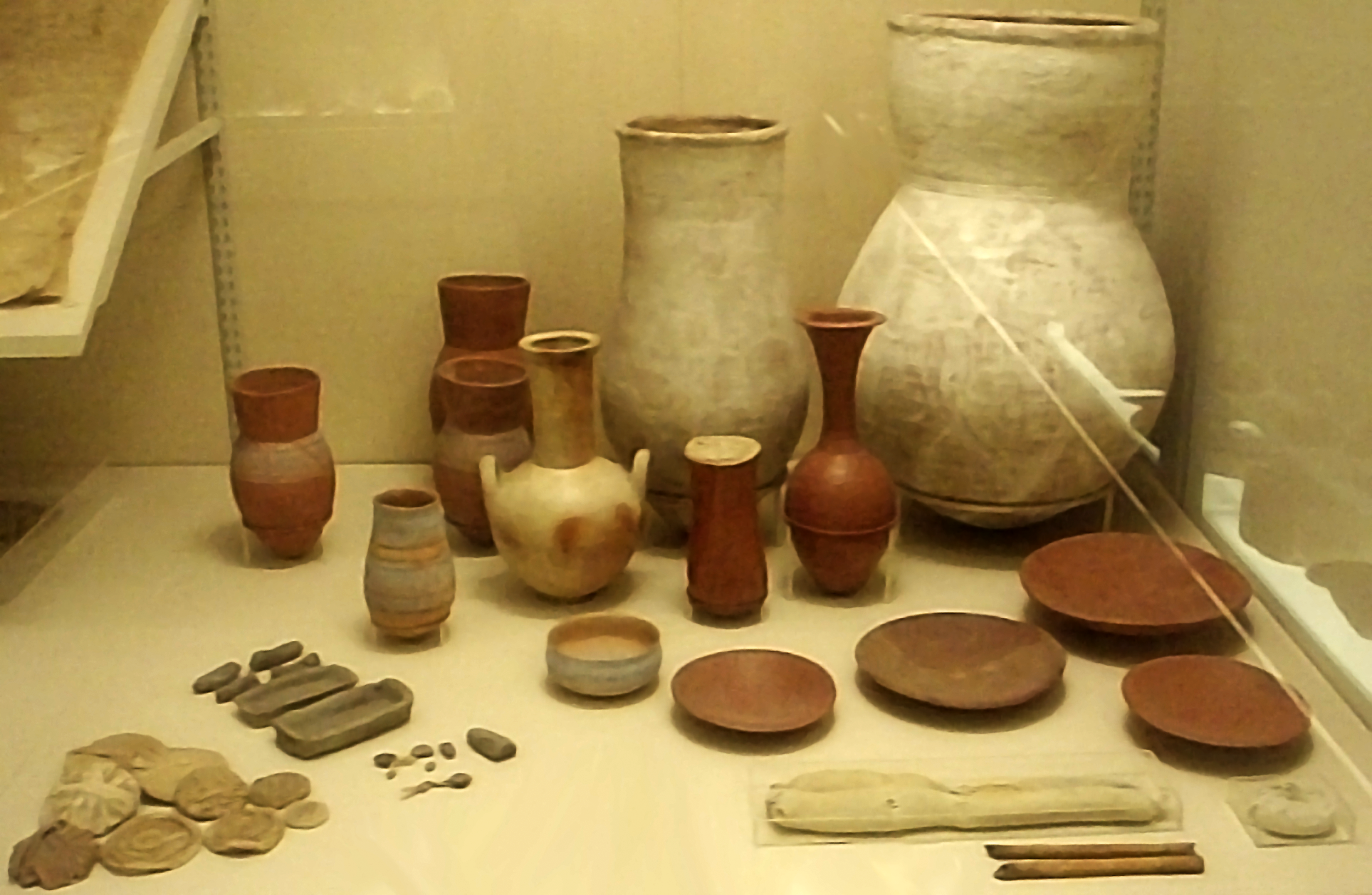
Cerâmica, pratos e outros itens da KV54, no Metropolitan Museum.